# Aik Madu
Aik Madu is een bestuurslaag in het regentschap Belitung Timur van de provincie Bangka-Belitung, Indonesië. Aik Madu telt 858 inwoners (volkstelling 2010).